# طائفة وادي آش وبسطة
طائفة وادي آش وبسطة هي إحدى ممالك الطوائف ممالك الطوائف التي تأسست في العصور الوسطى. كانت موجودة من 1145 إلى 1151 حين احتلتها طائفة مرسية.